# Campeonato Mundial de Judo de 2024
El XLII Campeonato Mundial de Judo se celebró en Abu Dabi (Emiratos Árabes Unidos) entre el 19 y el 24 de mayo de 2024 bajo la organización de la Federación Internacional de Judo (IJF) y la Federación Emiratí de Judo.
Las competiciones se realizaron en la Arena Mubadala de la capital emiratí. 

## Calendario
| Fecha→ Categoría ↓ | Do 19 | Lu 20 | Ma 21 | Mi 22 | Ju 23 |
| ------------------ | ----- | ----- | ----- | ----- | ----- |
| –60 kg             | ●     |       |       |       |       |
| –66 kg             |       | ●     |       |       |       |
| –73 kg             |       | ●     |       |       |       |
| –81 kg             |       |       | ●     |       |       |
| –90 kg             |       |       |       | ●     |       |
| –100 kg            |       |       |       |       | ●     |
| +100 kg            |       |       |       |       | ●     |

| Fecha→ Categoría ↓ | Do 19 | Lu 20 | Ma 21 | Mi 22 | Ju 23 |
| ------------------ | ----- | ----- | ----- | ----- | ----- |
| –48 kg             | ●     |       |       |       |       |
| –52 kg             | ●     |       |       |       |       |
| –57 kg             |       | ●     |       |       |       |
| –63 kg             |       |       | ●     |       |       |
| –70 kg             |       |       |       | ●     |       |
| –78 kg             |       |       |       | ●     |       |
| +78 kg             |       |       |       |       | ●     |

1. 1 2  Las finales se disputaron a partir de las 18:00 (hora de EAU, UTC+4)

## Medallistas

### Masculino
| Evento          | Oro                            | Plata                      | Bronce                                                       |
| --------------- | ------------------------------ | -------------------------- | ------------------------------------------------------------ |
| –60 kg (19.05)  | Guiorgui Sardalashvili Georgia | Yang Yung-Wei China Taipéi | Taiki Nakamura Japón Lee Ha-Rim Corea del Sur                |
| –66 kg (20.05)  | Ryoma Tanaka Japón             | Takeshi Takeoka Japón      | Luukas Saha · Finlandia · Vazha Margvelashvili · Georgia     |
| –73 kg (20.05)  | Hidayət Heydərov Azerbaiyán    | Tatsuki Ishihara Japón     | Lavzhargalyn Anjzayaa · Mongolia · Nils Stump · Suiza        |
| –81 kg (21.05)  | Tato Grigalashvili Georgia     | Timur Arbuzov · AIN        | Lee Joon-Hwan Corea del Sur Somon Majmadbekov Tayikistán     |
| –90 kg (22.05)  | Goki Tajima Japón              | Nemanja Majdov Serbia      | Erlan Sherov · Kirguistán · Tristani Mosakhlishvili · España |
| –100 kg (23.05) | Zelim Kotsoyev Azerbaiyán      | Shady El Nahas · Canadá    | Dota Arai · Japón · Nikoloz Sherazadishvili · España         |
| +100 kg (23.05) | Kim Min-Jong Corea del Sur     | Guram Tushishvili Georgia  | Tamerlan Bashayev · AIN · Alisher Yusupov · Uzbekistán       |

### Femenino
| Evento         | Oro                                | Plata                         | Bronce                                                    |
| -------------- | ---------------------------------- | ----------------------------- | --------------------------------------------------------- |
| –48 kg (19.05) | Bavuudorzhiin Baasanjüü Mongolia   | Assunta Scutto · Italia       | Abiba Abuzhakynova · Kazajistán · Tara Babulfath · Suecia |
| –52 kg (19.05) | Odette Giuffrida · Italia          | Diyora Keldiyorova Uzbekistán | Amandine Buchard · Francia · Mascha Ballhaus · Alemania   |
| –57 kg (20.05) | Huh Mi-Mi Corea del Sur            | Christa Deguchi · Canadá      | Jessica Klimkait · Canadá · Momo Tamaoki · Japón          |
| –63 kg (21.05) | Joanne van Lieshout · Países Bajos | Angelika Szymańska · Polonia  | Clarisse Agbegnenou Francia Laura Fazliu Kosovo           |
| –70 kg (22.05) | Margaux Pinot Francia              | Marie-Ève Gahié Francia       | Shiho Tanaka · Japón · Madina Taimazova · AIN             |
| –78 kg (22.05) | Anna-Maria Wagner · Alemania       | Alice Bellandi · Italia       | Madeleine Malonga Francia Emma Reid Reino Unido           |
| +78 kg (23.05) | Wakaba Tomita Japón                | Kayra Özdemir Turquía         | Kim Ha-Yun Corea del Sur Hilal Öztürk Turquía             |

## Medallero
| Núm. | País          | Oro | Plata | Bronce | Total |
| ---- | ------------- | --- | ----- | ------ | ----- |
| 1    | Japón         | 3   | 2     | 4      | 9     |
| 2    | Georgia       | 2   | 1     | 1      | 4     |
| 3    | Corea del Sur | 2   | 0     | 3      | 5     |
| 4    | Azerbaiyán    | 2   | 0     | 0      | 2     |
| 5    | Italia        | 1   | 2     | 0      | 3     |
| 6    | Francia       | 1   | 1     | 3      | 5     |
| 7    | Alemania      | 1   | 0     | 1      | 2     |
| 7    | Mongolia      | 1   | 0     | 1      | 2     |
| 9    | Países Bajos  | 1   | 0     | 0      | 1     |
| 10   | Canadá        | 0   | 2     | 1      | 3     |
| 11   | AIN           | 0   | 1     | 2      | 3     |
| 12   | Turquía       | 0   | 1     | 1      | 2     |
| 12   | Uzbekistán    | 0   | 1     | 1      | 2     |
| 14   | China Taipéi  | 0   | 1     | 0      | 1     |
| 14   | Polonia       | 0   | 1     | 0      | 1     |
| 14   | Serbia        | 0   | 1     | 0      | 1     |
| 17   | España        | 0   | 0     | 2      | 2     |
| 18   | Finlandia     | 0   | 0     | 1      | 1     |
| 18   | Kazajistán    | 0   | 0     | 1      | 1     |
| 18   | Kirguistán    | 0   | 0     | 1      | 1     |
| 18   | Kosovo        | 0   | 0     | 1      | 1     |
| 18   | Reino Unido   | 0   | 0     | 1      | 1     |
| 18   | Suecia        | 0   | 0     | 1      | 1     |
| 18   | Suiza         | 0   | 0     | 1      | 1     |
| 18   | Tayikistán    | 0   | 0     | 1      | 1     |
|      | TOTAL         | 14  | 14    | 28     | 56    |